# Microtypus trigonus
Microtypus trigonus är en stekelart som först beskrevs av Christian Gottfried Daniel Nees von Esenbeck 1834.  Microtypus trigonus ingår i släktet Microtypus och familjen bracksteklar. Inga underarter finns listade i Catalogue of Life.